# Wassertorstraße 6 (Quedlinburg)

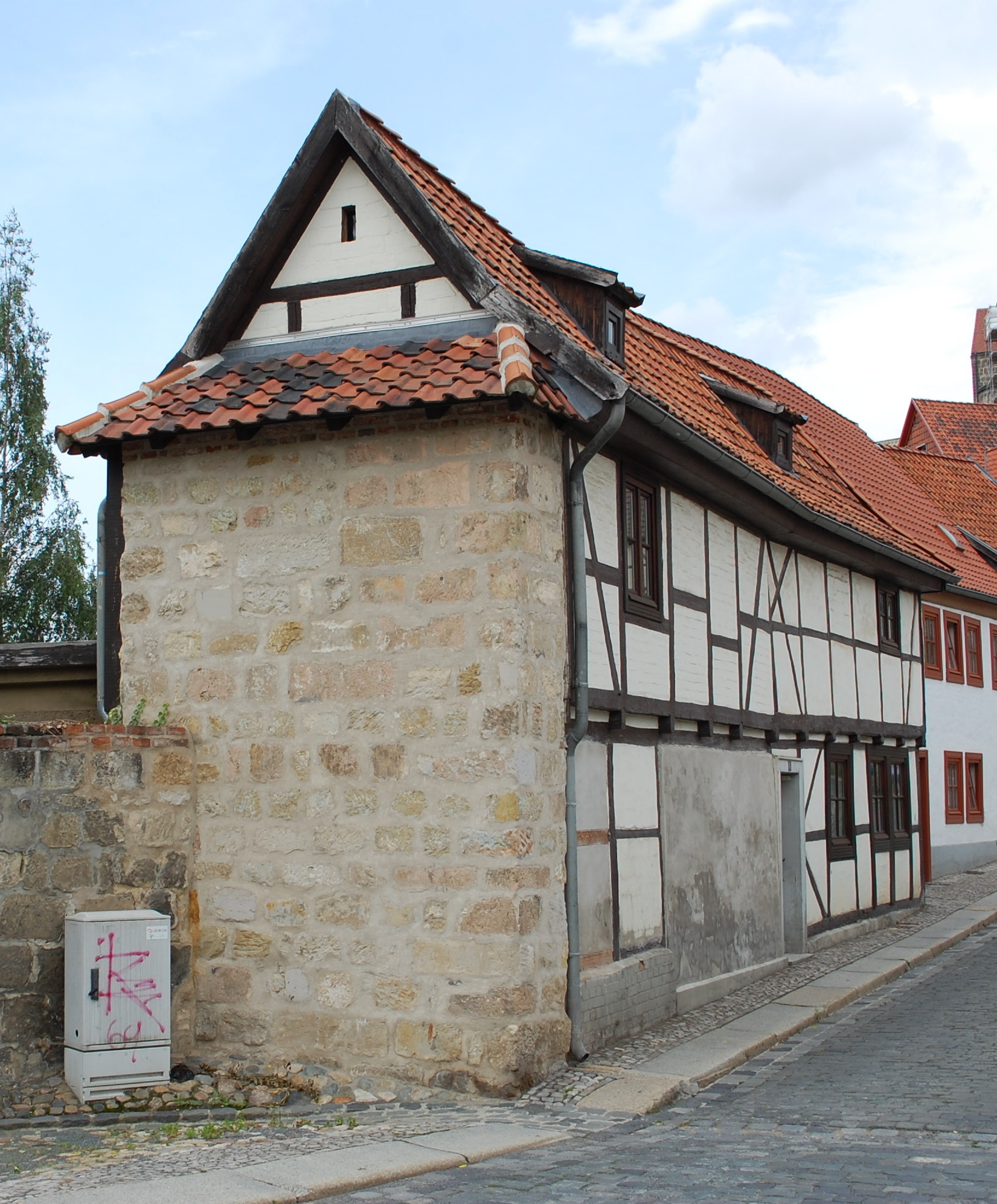
Haus Wassertorstraße 6

Das Haus Wassertorstraße 6 ist ein denkmalgeschütztes Gebäude in der Stadt Quedlinburg in Sachsen-Anhalt.

## Lage
Das Gebäude befindet sich südöstlich des Quedlinburger Schloßberges im Stadtteil Westendorf. Es bildet den östlichen Abschluss der Wassertorstraße und tritt nach Norden aus der Straßenflucht heraus. Das Haus ist im Quedlinburger Denkmalverzeichnis eingetragen und gehört zum UNESCO-Weltkulturerbe.

## Architektur und Geschichte
Das schmale, langgestreckte Fachwerkhaus entstand nach einer am Gebäude befindlichen Inschrift im Jahr 1672. Das obere Geschoss des zweigeschossigen Gebäudes kragt über. In der Fassade findet sich die Fachwerkfigur des Halben Manns.
Die östliche Giebelwand wird durch eine aus Bruchsteinen errichtete Mauer gebildet. Bei dem kurzen Mauerstück handelt es sich um einen Rest des im Jahr 1861 abgerissenen Wassertors.